# Francesco Ginanni
Francesco Ginanni (Pistoia, 6 oktober 1985) is een Italiaans voormalig wielrenner. Ginanni was prof tussen 2008 en 2012. Als neoprof won hij onder andere Tre Valli Varesine en de Giro del Veneto. In 2009 en 2010 was hij de sterkste in de Trofeo Laigueglia.

## Belangrijkste overwinningen
2007
- Ronde van Casentino

2008
- Ronde van de Drie Valleien
- GP Industria e Commercio Artigianato Carnaghese
- Giro del Veneto

2009
- Trofeo Laigueglia
- Gran Premio Dell'Insubria-Lugano
- GP Chiasso
- GP Industria e Commercio Artigianato Carnaghese

2010
- Trofeo Laigueglia

## Resultaten in voornaamste wedstrijden
| Jaar | Milaan-San Remo | Amstel Gold Race |  | Wereldranglijsten |
| ---- | --------------- | ---------------- |  | ----------------- |
| 2009 | 112e            | 54e              |  |                   |
| 2010 | 7e              |                  |  | 114e (UWK)        |
| 2011 |                 |                  |  |                   |